# El príncipe de los zorros
El príncipe de los zorros (Prince of Foxes) es una película del género aventura 1949 dirigida por Henry King y basada en la novela homónima escrita por Samuel Shellabarger en 1947.

## Argumento
Ambientada en Italia en el año 1500, narra las aventuras en la Italia del siglo XVI del noble condotiero o Maese Andrea Orsini, hombre de sorprendentes talentos y al servicio del cruel y ambicioso César Borgia que esconde un secreto acerca de su origen. Borgia ordena a Orsini estudiar una ciudad que planea asediar que está gobernada por un noble y venerable anciano y su hermosa hija.